# Новая Слободка (Саратовская область)
Новая Слободка — село в Ершовском районе Саратовской области, в составе сельского поселения Новорепинское муниципальное образование.
Село расположено на левом берегу реки Моховой (левый приток реки Малый Узень) в 16 км южнее районного центра город Ершов.
Население - 156 (2010)

## История
Деревня относилась к Новотроицкой волости (волостное село - Новотроицкое) Новоузенского уезда Самарской губернии
Согласно Списку населённых мест Самарской губернии 1910 года в Новой Слободке проживало 265 мужчин и 307 женщин, село населяли переселенцы, русские, православные, в селе имелись школа грамоты и 2 ветряные мельницы.
В 1919 году в составе Новоузенского уезда село включено в состав Саратовской губернии.

## Население
Динамика численности населения по годам:
| 1889 | 1910 | 2002 |
| ---- | ---- | ---- |
| 324  | 572  | 192  |

| 2002 | 2010 |
| ---- | ---- |
| 194  | ↘156 |